# Ignazio Abrignani
Ignazio Abrignani (Marsala, 21 mars 1958) est un avocat et homme politique italien.

## Biographie
Il est député de la circonscription Marches durant les XVIe et XVIIe législatures de la République italienne pour Le Peuple de la Liberté,.